# Partia Narodowo-Liberalna (Bułgaria)
Partia Narodowo-Liberalna (bułg. Народнолиберална партия) – bułgarska partia polityczna założona ok. 1887 przez grupę zwolenników Stefana Stambołowa, wywodzących się z Partii Liberalnej. Reprezentowała głównie interesy drobnej i średniej burżuazji oraz chłopów. Sformowała pięć samodzielnych gabinetów rządowych (1888–1894 i 1903–1908) oraz sześć koalicyjnych (1886–1888, 1899, 1913–1918). W 1920 połączyła się z Partią Młodo-Liberalną oraz Partią Liberalną (radosławiści) tworząc Partię Nacjonalno-Liberalną.

## Historia Partii Narodowo-Liberalnej
Wkrótce po zamachu stanu w sierpniu 1886, w rezultacie którego książę Aleksander I Battenberg został pozbawiony urzędu, zaś władzę w Księstwie Bułgarii przejęli prorosyjsko nastawieni oficerowie, Stefan Stambołow z Partii Liberalnej, pełniący podówczas funkcję Przewodniczącego Zgromadzenia Narodowego, zorganizował udany kontrprzewrót. Aleksander I na krótko powrócił do kraju, jednak niedługo potem definitywnie zrzekł się tronu, powierzając swoje obowiązki Radzie Regentów złożonej ze Stambołowa, Petka Karawełowa i Sawy Mutkurowa. W 1887, dzięki inicjatywie Stambołowa, nowym władcą został wybrany Ferdynand I Koburg, który 1 września powierzył temu pierwszemu obowiązki premiera kraju. W zaistniałym zawirowaniu politycznym Partia Liberalna nie zdołała utrzymać jedności w swych szeregach. Zwolennicy Stambołowa oraz Wasiła Radosławowa wystąpili z niej i założyli własne ugrupowania. Pierwsze z nich w 1890 przyjęło nazwę Partia Narodowo-Liberalna, zaś drugie występowało jako Partia Liberalna (radosławiści).
Przewodniczącym Partii Narodowo-Liberalnej został premier Stambołow, który w 1888 zdołał obsadzić wszystkie stanowiska ministerialne członkami swojej formacji. Tym samym nastąpił sześcioletni okres samodzielnych rządów partii. Gabinet Stambołowa dążył do ograniczenia wpływów Rosji, szukał porozumienia z mocarstwami europejskimi i Imperium Osmańskim, zaś w polityce wewnętrznej postawił na protekcjonizm. Jednocześnie władza represjonowała polityczną opozycję, na skutek czego do rządu Stambołowa przylgnęły określenia reżimu oraz dyktatury. W 1894 książę Ferdynand I zdymisjonował gabinet i Partia Narodowo-Liberalna przeszła do opozycji. Rok później Stambołow został zamordowany przez najemników macedońskich. Funkcję przewodniczącego ugrupowania objął Dimityr Petkow.
W 1896 działacze Partii Narodowo-Liberalnej podjęli próbę zjednoczenia z radosławistami, ale zakończyła się ona niepowodzeniem. W tym samym roku liderem ugrupowania został Dimityr Grekow. Pod jego wodzą w 1899 Partia Narodowo-Liberalna sformowała wraz z Partią Liberalną (radosławiści) koalicyjny gabinet rządowy, który jednak istniał zaledwie nieco ponad dziewięć miesięcy.
W 1901 zmarł Grekow i fotel przewodniczącego partii ponownie zajął Dimityr Petkow. Dwa lata później, w maju 1903, Partia Narodowo-Liberalna po raz drugi w swej historii utworzyła samodzielny rząd Księstwa Bułgarii na czele z Raczem Petrowem, którego zastępowali kolejno Dimityr Petkow (1906), Dimityr Stanczow (1907) i Petyr Gudew (1907). Gabinet kontynuował politykę protekcjonizmu, kładąc nacisk na rozwój handlu i przemysłu oraz umocnienie narodowej polityki celnej. W 1903 otwarto port morski w Burgasie, zaś w 1906 w Warnie.
W 1907 Dimityr Petkow został zamordowany przez swoich przeciwników politycznych. Po jego śmierci w partii rozpoczęły się niesnaski i spory o podział władzy. Funkcję lidera objął Nikoła Genadiew, mimo iż jego oponenci oskarżali go o korupcję. Wkrótce w ugrupowaniu wyłoniły się dwie frakcje: Genadiewa oraz Dobriego Petkowa i Petyra Gudewa, jakkolwiek do formalnego rozłamu nie doszło. Po 1908 partia na kilka lat utraciła znaczenie na scenie politycznej kraju.
W 1913 działacze Partii Narodowo-Liberalnej weszli w skład koalicyjnego rządu Wasiła Radosławowa. Niedługo potem Księstwo Bułgarii przystąpiło do I wojny światowej po stronie państw centralnych. Po klęsce kraju w 1918 na polityków partii spadła fala krytyki, która kosztowała ich utratę popularności w społeczeństwie. W międzyczasie, w 1915 lider ugrupowania trafił na ok. trzy lata do więzienia z powodu oskarżenia o korupcję. Wkrótce potem wewnątrzpartyjny spór rozgorzał na nowo. W 1919 zwolennicy Dobriego Petkowa zwołali nadzwyczajny kongres i zdecydowali o wykluczeniu Genadiewa z szeregów ugrupowania. Tym samym w partii doszło do rozłamu, który zakończył się w 1920 zjednoczeniem obu frakcji Partii Narodowo-Liberalnej (Genadiewa i Petkowa) z jej koalicyjnymi partnerkami w rządzie Radosławowa: Partią Młodo-Liberalną i Partią Liberalną (radosławiści). Powstało w ten sposób nowe ugrupowanie, nazwane Partią Nacjonalno-Liberalną, które jednak odgrywało drugorzędną rolę na bułgarskiej scenie politycznej.

## Przewodniczący Partii Narodowo-Liberalnej
- Stefan Stambołow (1887–1895)
- Dimityr Petkow (1895–1896)
- Dimityr Grekow (1896–1901)
- Dimityr Petkow (1901–1907)
- Nikoła Genadiew[1] (1907 – ok. 1919)
- Dobri Petkow[1] (ok. 1919–1920)

## Wybitni działacze Partii Narodowo-Liberalnej
- Iwan Andonow – działacz niepodległościowy, poseł
- Christo Bełczew – minister
- Nikoła Genadiew – minister
- Dimityr Grekow – premier i minister, przewodniczący Sądu Najwyższego
- Petyr Gudew – premier i minister
- Grigor Naczowicz – minister, burmistrz Sofii
- Łazar Pajakow – minister
- Dimityr Petkow – premier i minister, Przewodniczący Zgromadzenia Narodowego, burmistrz Sofii
- Simeon Radew – pisarz, dyplomata
- Iwan Sałabaszew – minister
- Stefan Stambołow – powstaniec, premier i minister, Przewodniczący Zgromadzenia Narodowego
- Georgi Stranski – powstaniec, minister
- Iwan Sziszmanow – pisarz, minister
- Georgi Żiwkow – minister, Przewodniczący Zgromadzenia Narodowego

## Organy prasowe Partii Narodowo-Liberalnej
- Свобода (w tłum. Wolność)
- Нов век (w tłum. Nowy wiek)